# Le grand dictionaire historique

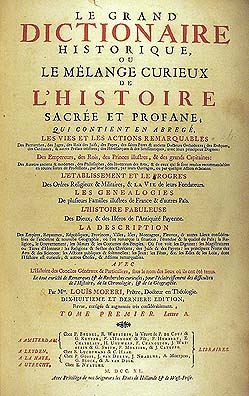
Le grand dictionaire historique, Ausgabe Amsterdam u. a., 1740

Le grand dictionaire historique ist eine Enzyklopädie von Louis Moréri (1643–1680).
Moréri veröffentlichte das einbändige Werk erstmals 1674 in Lyon und widmete es dem Bischof von Apt, Gaillard de Longjumeau. Der Schwerpunkt des Buches lag im Bereich historischer und biographischer Artikel, wie der vollständige Titel anzeigt: Le grand dictionnaire historique, ou mélange curieux de l’histoire sacrée et profane, qui contient en abregé, les vies et les actions remarquables des Patriarches, des Juges, des Rois des Juifs etc. (deutsch „Das große historische Wörterbuch, oder ‚interessante Mischung‘ der geistlichen und weltlichen Geschichte …“).
Die Bedeutung Moréris liegt vor allem darin, dass sein grand dictionnaire die Ära der nationalsprachlichen Lexika einleitet. Es gab auch den Anstoß für das Dictionnaire historique et critique von Pierre Bayle.

## Ausgaben
Das grand dictionnaire wurde in vielfachen Überarbeitungen neu aufgelegt; die Anzahl der Ausgaben ist unter Experten umstritten – an die 24 werden uneinheitlich gezählt, wohl auch, weil mitunter Bände derselben Ausgabe an verschiedenen Orten gedruckt wurden (→1740!). Gesichert sind neben der Erstausgabe folgende Auflagen:
- Lyon 1681 (die zweite Ausgabe)
- Paris 1699
- Paris 1718 (5 Bde.)
- Amsterdam, Den Haag und Utrecht 1724 (4 Bde.)[1]
- Paris 1725 (6 Bde.)
- Basel 1731/1732
- Amsterdam, Leiden, Den Haag und Utrecht 1740 (8 Bde., Folio, 39,8 × 25 cm)[2]
- sowie die letzte, 10-bändige, Paris 1759

Moréri starb 1680 im Alter von 37 Jahren, erlebte also nicht einmal die zweite Auflage. Spätere Bearbeiter (u. a. Jean le Clerc, Louis-Ellies du Pin und Louis-F.-J. de La Barre) schufen teilweise sehr eigenständige Werke, die zuletzt kaum mehr als den Titel mit der Erstausgabe gemeinsam hatten: Moréri wurde als „Markenprodukt“ gehandelt.

## Übersetzungen
Das Werk erschien auf Englisch, Deutsch, Niederländisch, Italienisch und Spanisch.
Deutsche Ausgaben brachte Johann Franz Buddeus in Leipzig bei Thomas Fritsch (Verleger) 1709–1714, 2. Auflage 1722, und 3. „um vieles vermehrte und verbesserte“ Auflage bei Fritschens Erben Caspar Fritsch 1730/32 in vier Bänden heraus. Sie trugen, offenbar mit Variationen, den Titel Allgemeines historisches Lexicon, in welchem das Leben und die Thaten derer Patriarchen, Propheten, Apostel, Väter der ersten Kirchen, Päbste, Cardinäle, Bischöffe, Prälaten, vornehmer Gottes-Gelahrten, nebst denen Ketzern; wie nicht weniger derer Kayser, Könige, Chur- und Fürsten, grosser Herren und Ministern; ingleichen derer berühmten Gelahrten, Scribenten und Künstler, ferner und endlich die Beschreibungen derer Kayserthümer, Königreiche, Fürstenthümer, freyer Staaten, Landschafften, Inseln, Städte, Schlösser, Klöster, Gebürge, Flüsse und so fort vorgestellet werden.
Die dem König Friedrich von Preußen gewidmete Ausgabe von 1709 veranlasste den Herausgeber des Zedler’schen Lexikons später zu folgender Schilderung:

„[…] Johann Peter von Ludewig [der Kanzler der Hallenser Universität, der das Vorwort zum 1. Bd. Zedlers verfasste] berichtet genüsslich, wie Majestät zuerst unter Berlin nachgeschlagen habe. Da fand der König geschrieben, seine Residenzstadt läge in der Alten Mark Brandenburg. Dabei wusste doch jeder, dass Berlin in der Mittelmark liegt. Daraufhin habe der König das ganze Werk für misslungen gehalten.“

Als Caspar Fritsch 1730–1732 die 3. Auflage herausbrachte, war er durch Zedlers 1730 erfolgte Ankündigung eines achtbändigen Universal-Lexicons empört. Um den vermuteten Plagiator auszuschalten, ging er gerichtlich (und mit einigem Erfolg) gegen das Zedler’sche Projekt vor.
Der Basler Bibliothekar Jakob Christoph Iselin warb in mehreren Kantonen Mitarbeiter an, um die in Bezug auf die Schweiz sehr fehlerhafte Ausgabe 1709 zu verbessern, und brachte 1726 sein Neu-vermehrtes Historisches- und Geographisches Allgemeines Lexicon […] in vier Foliobänden heraus. Diese Verbesserungen übernahm Pierre Roques dann wieder in seine Moréri-Ausgabe, Basel 1731–32.
Die Arbeit an der spanischen Ausgabe begann anhand der sechsbändigen französischen, Paris 1725, wurde aber erst 1753 fertiggestellt – 73 Jahre nach Moréris Tod, und neun Jahre nach dem Tod des wichtigsten Übersetzers José de Miravel y Casadevante (1614–1744), der im Titel der zehn in Paris und Lyon gedruckten Bände aufscheint.